# Simona Mușat
Simona-Dumitrița Mușat (născută Strîmbeschi, n. 16 septembrie 1981, Botoșani, România) este o canotoare română, laureată cu bronz la Beijing 2008.

## Distincții
- Ordinul “Meritul Sportiv” clasa a III-a cu 2 barete (27 august 2008) [4]